# Zastava Dubrovačke Republike
Zastava Dubrovačke Republike bila je korištena uz grb Dubrovačke Republike.
Sastojala se od svetog Vlaha (Blaža; zaštitnika Dubrovnika) u bijeloj svećeničkoj haljini i crvenom liturgijskom plaštu s modrom podstavom, s crvenom štolom i mitrom, te s križem oko vrata, koji desnom rukom blagoslivlja, a drugom drži grad Dubrovnik. Naslonjen na njega stoji biskupski štap. Lijevo i desno od njega nalaze se inicijali 'S B' ('Sanctus Blasius' - Sveti Vlaho (Blaž)).
Narodna zastava se nalazi na bijeloj podlozi, dok se državna zastava (koja se vijorila na državnim zgradama i brodovima) nalazila na crvenoj podlozi. Civilne pomorske zastave bile su bez inicijala i uokvirene plavom bojom.
Postojala je i sekundarna zastava Libertas (Sloboda), tako zvana zbog natpisa u sredini zastave, koji izražava najcjenjeniji moto Republike.
Godine 1419. Senat je naredio, da vojska uvijek ima nositi zastavu svetoga Vlaha. Zastava se vijorila na zgradama u Dubrovniku, posebno na Orlandovu stupu te na dubrovačkim brodovima.

## Ostale inačice
- Zastava na državnim zgradama i brodovima
- Civilna pomorska zastava Republike
- Sekundarna pomorska zastava

## Povijesni primjeri
- Sredina originalnog barjaka Republike starog više od 200 god.
- Prikaz sv. Vlaha korišten u povijesnim zastavama
- Barjaktar s državnim barjakom
- Brod "La Piccina Ester" s civilnim pomorskim barjakom
- Brod sa sekundarnim barjakom

### Članci
- Nagy, Josip. 1972. Sveti Vlaho zaštitnik Dubrovnika. Crkva u svijetu. Sveučilište u Splitu - Katolički bogoslovni fakultet. Split. 7 (3): 256–270